# 藤原基成
藤原 基成（ふじわら の もとなり）は、平安時代後期から鎌倉時代初期にかけての貴族。藤原北家中関白家、大蔵卿・藤原忠隆の子。官位は従五位上・民部少輔。『平治物語』には基通の名で登場する。

## 経歴
父・忠隆は鳥羽院の近臣で、兄弟達も院近臣となっている。また、異母妹(藤原信頼の同母妹)が関白・近衛基実の室で、彼女の子である基通も関白になっている。
康治2年（1143年）4月に陸奥守に任官、同年6月に鎮守府将軍を兼任し平泉へ下向する。鎮守府将軍の在任期間は不明だが、陸奥守は重任して仁平3年（1153年）閏12月まで在任している。在任中に奥州の実質的な支配者である奥州藤原氏の頭領・藤原基衡と親交を結ぶ。基衡は基成の前任者であった藤原師綱と激しく対立し、腹心の佐藤季治を打ち首にされた。そのことに懲りて基衡は陸奥守との融和政策を執ったと見られる。また、基成が朝廷に太いパイプを持っていたことから単なる融和策だけでなく、自分の支配体制に組み込み、一体化を図ったとみられる。時期は不明だが、基成は基衡の嫡男・藤原秀衡に娘を嫁がせている。
任が終わる直前に帰洛し、久寿2年（1155年）12月に民部少輔に補任されたが、平治元年（1159年）の平治の乱で敗れた異母弟・信頼との縁座によって陸奥に流された。以降、秀衡の岳父として衣川館に住み、奥州藤原氏の政治顧問的な立場を確立した。歴代の陸奥守は基成の近親者が歴任し、国衙にも大きな影響力を及ぼしたと見られる。
また源義朝と常磐御前の子である源義経が承安4年（1174年）に鞍馬寺を出奔し奥州へ身を寄せたことについて歴史学者・角田文衛は、義経の母・常盤が基成の父・忠隆の従兄弟である一條大蔵卿・藤原長成に再嫁して室となっていたことと関連付け、義経の奥州下りについて事前に義経の養父・長成から基成へ懇請があったのではないかと推量している。
秀衡の没後、基成の外孫でもある藤原泰衡が家督を継ぎ、それを補佐するが、文治5年（1189年）7月の頼朝による奥州追討（奥州合戦）を受け、敗北した泰衡は頼朝によって梟首され、奥州藤原氏は滅亡した。基成は平泉が陥落した後の9月18日、頼朝の御家人である東胤頼によって3人の息子と共に降伏し捕縛された。後に釈放され帰京しているが、以後の消息は不明である。

## 官歴
- 時期不詳：従五位下
- 康治2年（1143年）4月1日：陸奥守（父忠隆辞大膳大夫申任）[4]。6月29日：兼鎮守府将軍、従五位上[4]
- 久安6年（1150年）11月30日：復任陸奥守[4]
- 仁平3年（1153年）閏12月：辞陸奥守[5]

## 系譜
- 父：藤原忠隆
- 母：藤原季孝の娘
- 妻：不詳
- 生母不明の子女
  - 男子：藤原隆実
  - 女子：藤原秀衡継室

## 関連作品
- 『源義経』（NHK大河ドラマ、1966年）演：清水将夫
- 『炎立つ』（NHK大河ドラマ、1993 - 1994年）演：林隆三